# Conde de Santar
Conde de Santar é um título nobiliárquico criado por D. Carlos I de Portugal, por Decreto de 23 de Janeiro de 1904, em favor de José Pedro Paulo de Melo da Cunha Sousa de Meneses Pais do Amaral, 2.º Visconde de Taveiro.
Titulares
1. José Pedro Paulo de Melo da Cunha Sousa de Meneses Pais do Amaral, 1.º Conde de Santar, 2.º Visconde de Taveiro.

Após a Implantação da República Portuguesa, e com o fim do sistema nobiliárquico, usaram o título: 
1. Pedro Paulo de Melo de Figueiredo Pais do Amaral, 2.º Conde de Santar;
2. Maria Teresa de Lancastre de Melo, 3.ª Condessa de Santar, 4.ª Viscondessa de Taveiro;
3. José Luís de Melo de Vasconcelos e Sousa, 12.º conde de Óbidos, também 4.º marquês de Santa Iria, 13.º conde de Sabugal, 4.º conde de Santar e 5.º visconde de Taveiro.[2]